# Сфинктер зрачка

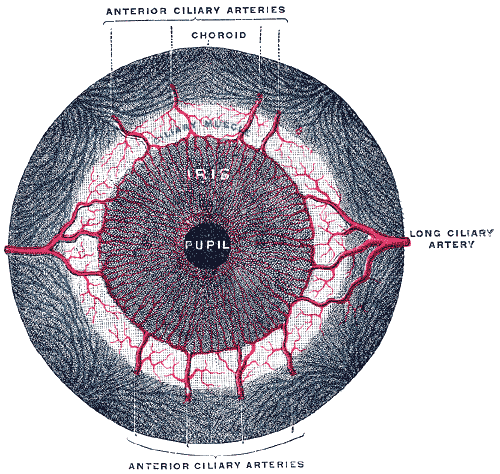
Радужная оболочка (сфинктер зрачка расположен непосредственно вокруг зрачка (pupil))

Сфи́нктер зрачка́ (синоним: су́живатель зрачка́; лат. musculus sphincter pupillae) — мышца, отвечающая за уменьшение размеров зрачка. 
Сфинктер образован циркулярной гладкомышечной тканью, расположенной в радужной оболочке глаза. Является непроизвольным сфинктером, то есть не управляемым сознанием человека. 
Сфинктер сжимается при резком увеличении силы света или при аккомодации глаза (изменении преломляющей силы оптической системы глаза для восприятия объектов, расположенных на разном расстоянии).
Управляется парасимпатической нервной системой.
Мышцей-антагонистом сфинктера зрачка является дилататор зрачка — мышца, отвечающая за расширение зрачка.

## Иннервация
Иннервируется парасимпатическими волокнами, берущими начало от дополнительного ядра глазодвигательного нерва, или ядра Эдингера-Вестфаля (III пара черепных нервов). В цилиарном узле происходит переключение преганглионарных волокон в постганглионарные. Постганглионарные волокна выходят из цилиарного узла в виде коротких цилиарных ветвей (nervi ciliares breves) и проникают через белковую оболочку глаза.

## Клиническое значение
Паралич мышцы суживателя зрачка может быть проявлением синдрома Эйде — Холмса (пупилотония). Зрачок при этом расширяется и не реагирует на попадание света (абсолютно ригидный зрачок). Причина заболевания точно не установлена, но предполагается, что синдром возникает из-за изменений в парасимпатических постганглионарных волокнах.